# Entephria mediodivisa
Entephria mediodivisa är en fjärilsart som beskrevs av Otto Staudinger 1922. Entephria mediodivisa ingår i släktet Entephria och familjen mätare. Inga underarter finns listade i Catalogue of Life.